# Selliguea veitchii
Selliguea veitchii är en stensöteväxtart som först beskrevs av Bak., och fick sitt nu gällande namn av Hiroyoshi Ohashi och K.Ohashi. Selliguea veitchii ingår i släktet Selliguea och familjen Polypodiaceae. Inga underarter finns listade.